# 兵庫県道46号洲本五色線
兵庫県道46号洲本五色線（ひょうごけんどう46ごう すもとごしきせん）は、兵庫県洲本市を通る県道（主要地方道）である。

## 概要
兵庫県道472号鳥飼浦洲本線（洲本IC - 洲本市五色町鳥飼浦）と共に洲本市街と五色町を結ぶメインルートであり、淡路島の西岸と東岸を結ぶルートのひとつである。
洲本市下加茂 - 五色町までは一貫して上り坂が続く、その後鮎原塔下地区は一貫して下り坂。鮎原交差点周辺は平坦だが、鮎原から都志の間は北側に崖、南側に川が流れる狭い場所に道が通る。五色町都志大宮の一部区間を除き2車線である。以前は中川原町市原・五色町鮎原塔下境に横尾トンネルがあったが、現在は横尾トンネル南側の切通しを通ることになったことから横尾トンネルは閉鎖（立入禁止）になった。
もともとは煉瓦隧道だったが、1960年（昭和35年）にバスが通れるように改良され、コンクリート巻きになった。隧道自体の大きさも改良されている。煉瓦時代はもっと狭かった。
このトンネルが現役時代、淡路島では心霊スポットとして知られていた。また、淡路島で最も長いトンネルであった。現在は神戸淡路鳴門自動車道の仁井トンネル（下り線、429m）が淡路島で最も長いトンネルである。
2000年（平成12年）4月の国道28号洲本バイパス（第1期区間）完成に伴い起点が下加茂交差点から青雲橋北詰交差点に変更されている。
五色町都志大宮 - 五色町都志は淡路島女子駅伝競走大会のコースであった。

### 路線データ
- 起点：洲本市宇山三丁目（青雲橋北詰交差点、国道28号交点）
- 終点：洲本市五色町都志（都志交差点、兵庫県道31号福良江井岩屋線交点）
- 延長：14.26 km
- 緊急輸送道路[1]：下加茂北交差点 - 終点

## 歴史
- 1993年（平成5年）5月11日 - 建設省から、県道洲本五色線が洲本五色線として主要地方道に指定される[2]。

## 路線状況

### トンネル
横尾隧道
完成：明治35年
全長180.0m
幅4.0m
高さ4.3m
ライト：4個

## 地理

### 通過する自治体
- 洲本市

### 交差する道路
- 国道28号 洲本バイパス（洲本市宇山三丁目・青雲橋北詰交差点、起点）
- 兵庫県道125号洲本松帆線（洲本市下加茂・下加茂交差点）
- 兵庫県道474号下内膳物部線（洲本市下加茂・下加茂交差点及び洲本市上加茂・上加茂交差点）
- 兵庫県道465号多賀洲本線（洲本市中川原町三木田及び洲本市五色町鮎原塔下）
- 兵庫県道469号上内膳塩尾線（洲本市上加茂・上加茂交差点 - 洲本市中川原町三木田・市原口交差点間重複）
- E28 神戸淡路鳴門自動車道 淡路島中央スマートIC（洲本市道経由・バスストップ併設）
- 兵庫県道66号大谷鮎原神代線（洲本市五色町鮎原西・鮎原交差点）
- 兵庫県道31号福良江井岩屋線（洲本市五色町都志・都志交差点、終点）

### 沿線にある施設など
- 淡路信用金庫 本店
- 学校法人柳学園
- 五色図書館
- 定住・交流促進センター 鮎愛館
- 河上神社天満宮
- スプリングゴルフ&アートリゾート淡路